# Philipp Hönig
Philipp Michael Hönig (* 24. November 1979 in Köln) ist ein deutscher Filmregisseur,  Drehbuchautor und Kameramann.

## Leben und Wirken
Philipp Hönig wuchs in Köln auf und besuchte dort die Freie Waldorfschule. Bereits als Jugendlicher experimentierte er mit der SVHS Videokamera und analogem Schnittpult. Er drehte Kurzfilme über seine Familienmitglieder und Freunde. Als 16-Jähriger schrieb er ein Drehbuch, aus dem später sein erster No-Budget-Spielfilm „Tauwetter“ entstand. 
Mit 17 begann er American Football zu spielen und spielte unter anderem in der Bundesliga bei den Cologne Crocodiles, bis er mit 22 verletzungsbedingt ausschied.
Getragen von der Begeisterung für das Medium, hat Hönig sich das Wissen über Kinokunst autodidaktisch angeeignet. Im Jahr 2006 begann er das experimentelle Filmprojekt „Tauwetter“. Für den Film wurden keine Fördermitteln beantragt. Hönig aktivierte über 100 Menschen und konnte sie dafür begeistern, ohne Gage mitzuspielen und mitzuwirken. Die Filmmusik wurde von einem 70-köpfigen Orchester der Kölner Musikhochschule unter der Leitung von Thomas Jung eingespielt. Philipp Hönig übernahm Regie, Kamera, Schnitt und Produktion. Der Film diente ihm dazu, sein theoretisches Wissen in der praktischen Umsetzung zu erproben.
„Tauwetter“ lief auf mehreren Festivals und erhielt viele internationale Auszeichnungen. Der Film gewann 2011 unter anderem den Aglet Award als Best Fiction Feature beim RedRock Film Festival und erhielt eine Auszeichnung als Best Narrative Feature beim Alaska International Film Festival sowie Nominierungen in Sarajevo, Florenz, Toronto und New York.
Im Sommer 2009 nahm Hönig am 48-Hour-Film-Projekt in Berlin teil. Aus 50 Filmen im Wettbewerb bekam sein Kurzfilm „Frag nicht“ den Preis für die beste Regie.
2011 wurde sein Kurzfilm „Bitch Slap / Au Backe“ auf dem Festival des deutschen Films in Mainz gezeigt. Der Film behandelt Themen wie Jugendliche, Moral, Gewalt und Freundschaft.
Im Jahr 2012 erhielt er das Stipendium des Mediengründerzentrums NRW.
Philipp Hönig wurde im Jahr 2013 von einem international besetzten Komitee aus 3000 Filmschaffenden ausgewählt und nahm an der Berlinale Talents teil. Im selben Jahr erschien
das choreografische Kurzfilm-Drama „Tanz mit ihr“ mit Aylin Tezel. Dabei übernahm Hönig die Verantwortung als bildgestaltender Kameramann und für Schnitt.
Im Jahr 2014 entstand die Auftragsproduktion „Eric & Rose“.
Im November 2015 war Philipp Hönig Jury-Mitglied im Düsseldorfer Filmfestival.
September 2018 erhielt Hönig das Wim Wenders Stipendium für sein Langspielfilmprojekt "Dieses Leben".

## Filmografie
- 2009: Frag nicht (Regie, Drehbuch, Kamera)
- 2011: Tauwetter (Regie, Drehbuch, Kamera)
- 2013: Destruction of Silence (Kamera)
- 2013: Tanz mit ihr (Kamera, Schnitt)
- 2015: Eric & Rose (Regie, Drehbuch)

## Auszeichnungen
- 2009: 48-hour-Film-Project, Preis für die Beste Regie für “Frag nicht”
- 2011: RedRock Film Festival, Aglet Award als Best Fiction Feature für “Tauwetter”
- 2011: Sarajevo Bridge Fest, als Best Feature Film für “Tauwetter”
- 2011: Alaska International, als Best Narrative Feature für “Tauwetter”
- 2011: Florence Digi Festival, als Best Full Feature für “Tauwetter”
- 2011: Toronto International Film and Video Awards[14] (TIFVA), Nominierung als Bester Film für “Tauwetter”
- 2011: chashama Film Festival New York, Nominierung als Bester Film für “Tauwetter”